# پیرمازنز
شهر پیرمازنز (به آلمانی: Pirmasens) در ایالت راینلند-فالتز در کشور آلمان می‌باشد.

## جستارهای وابسته

پیرمازنز - Pirmasens
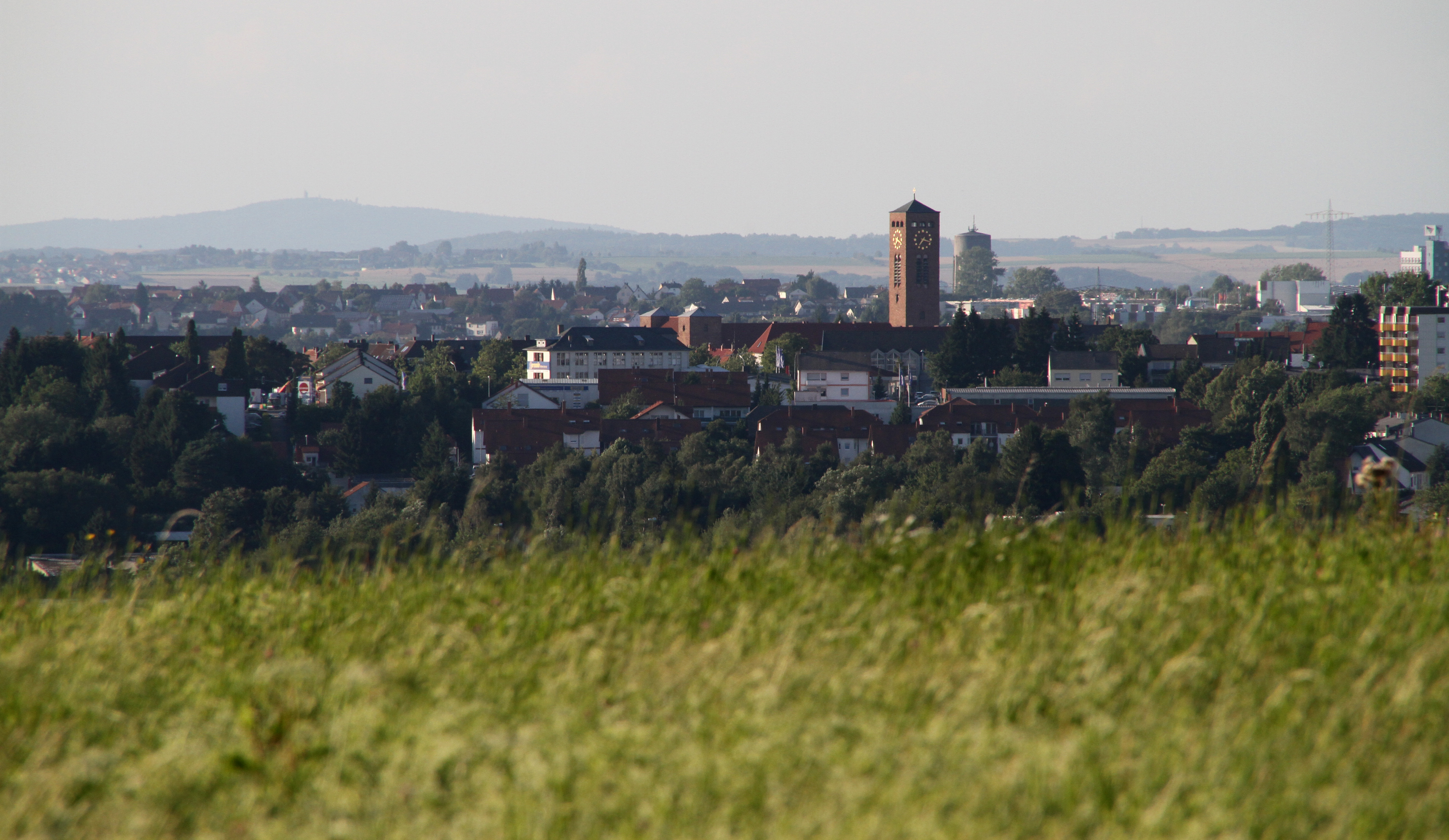
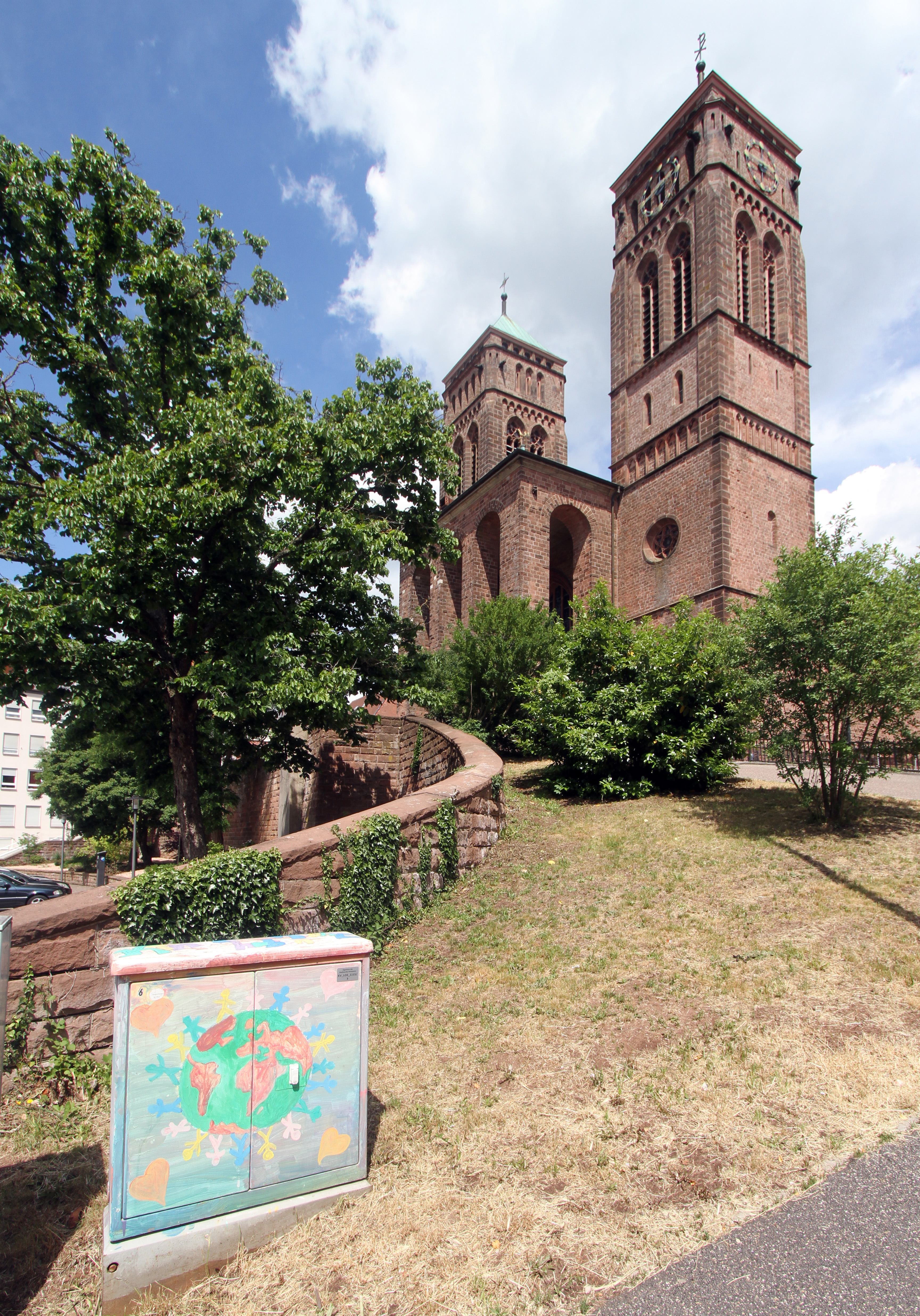
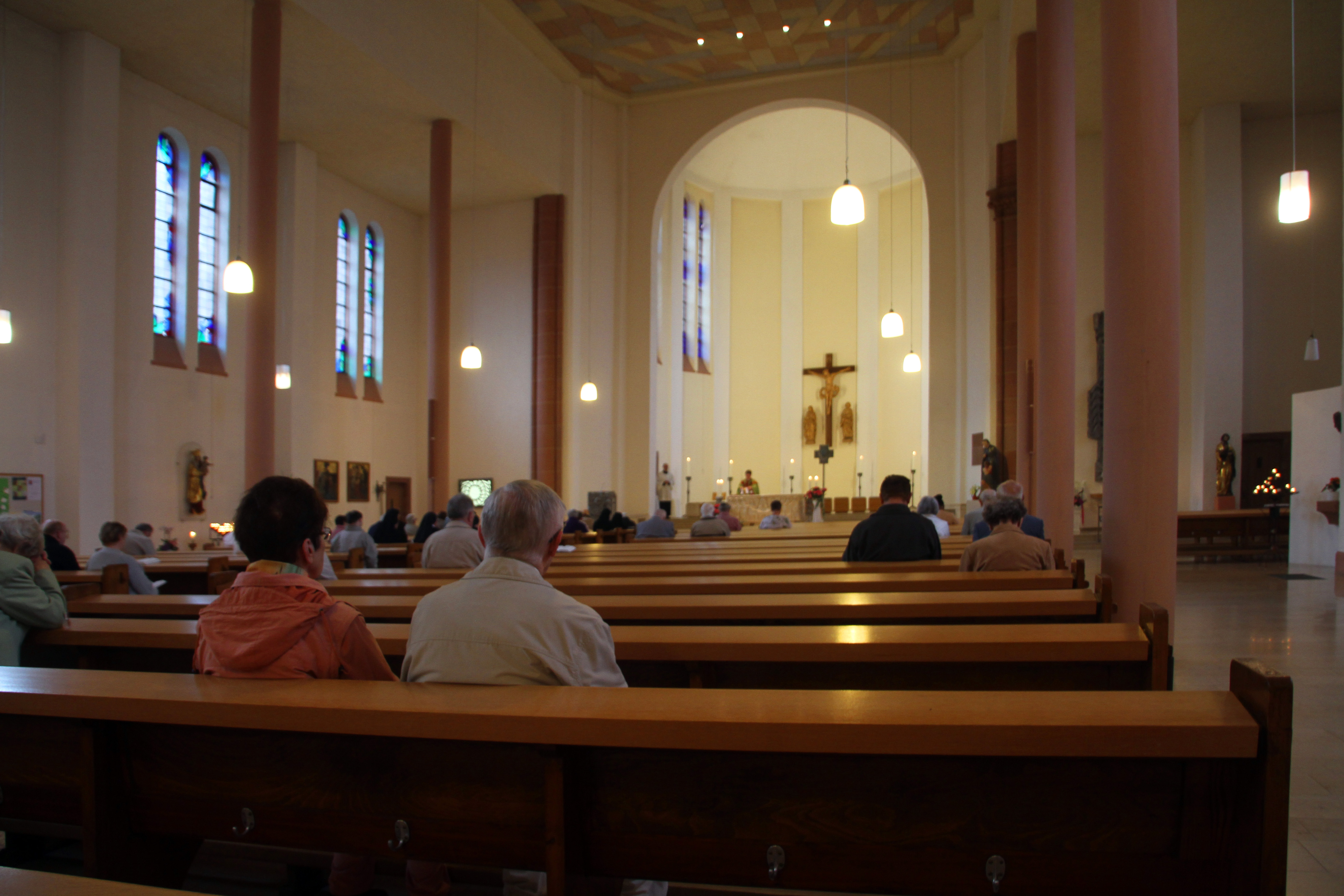
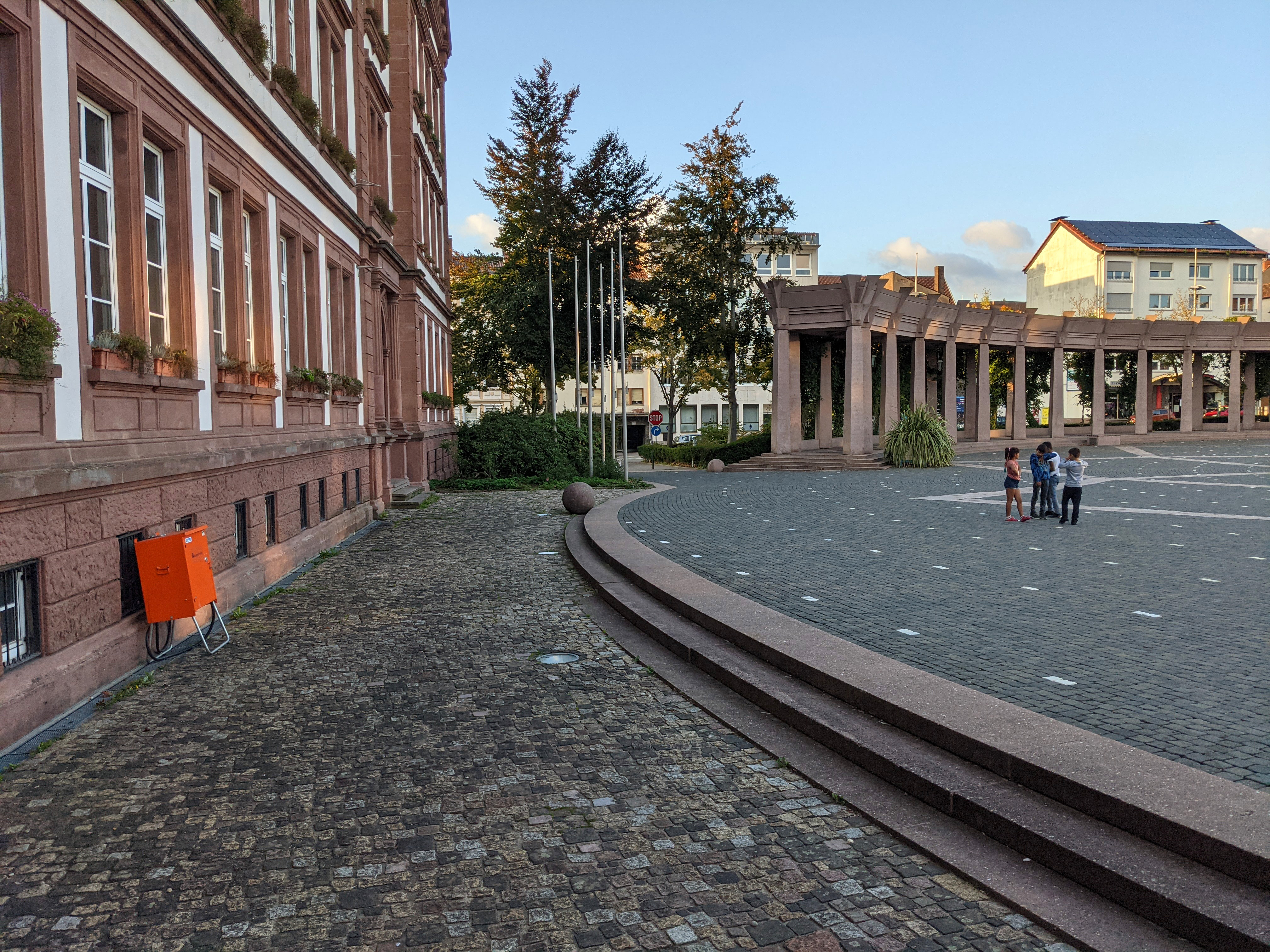
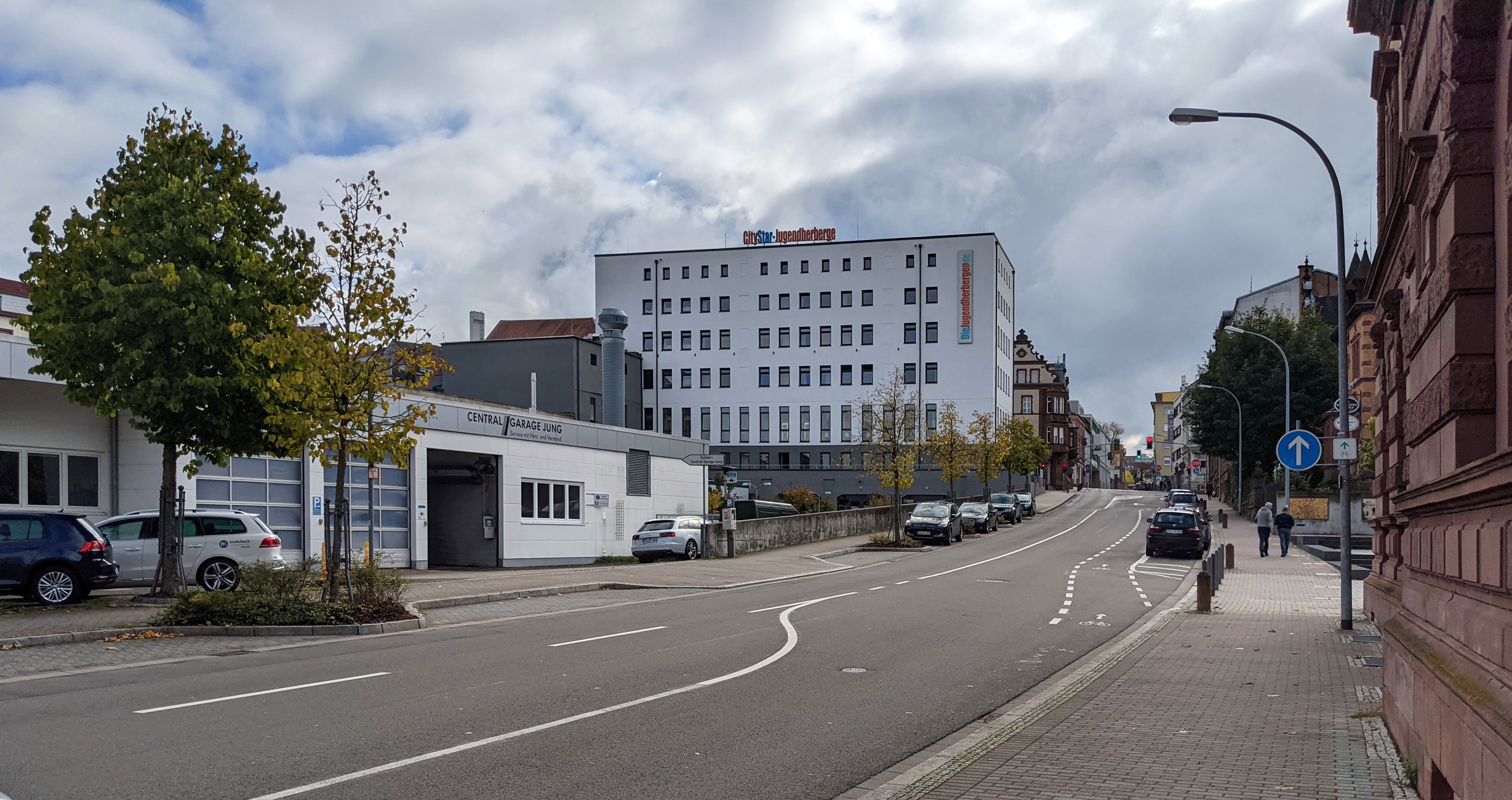
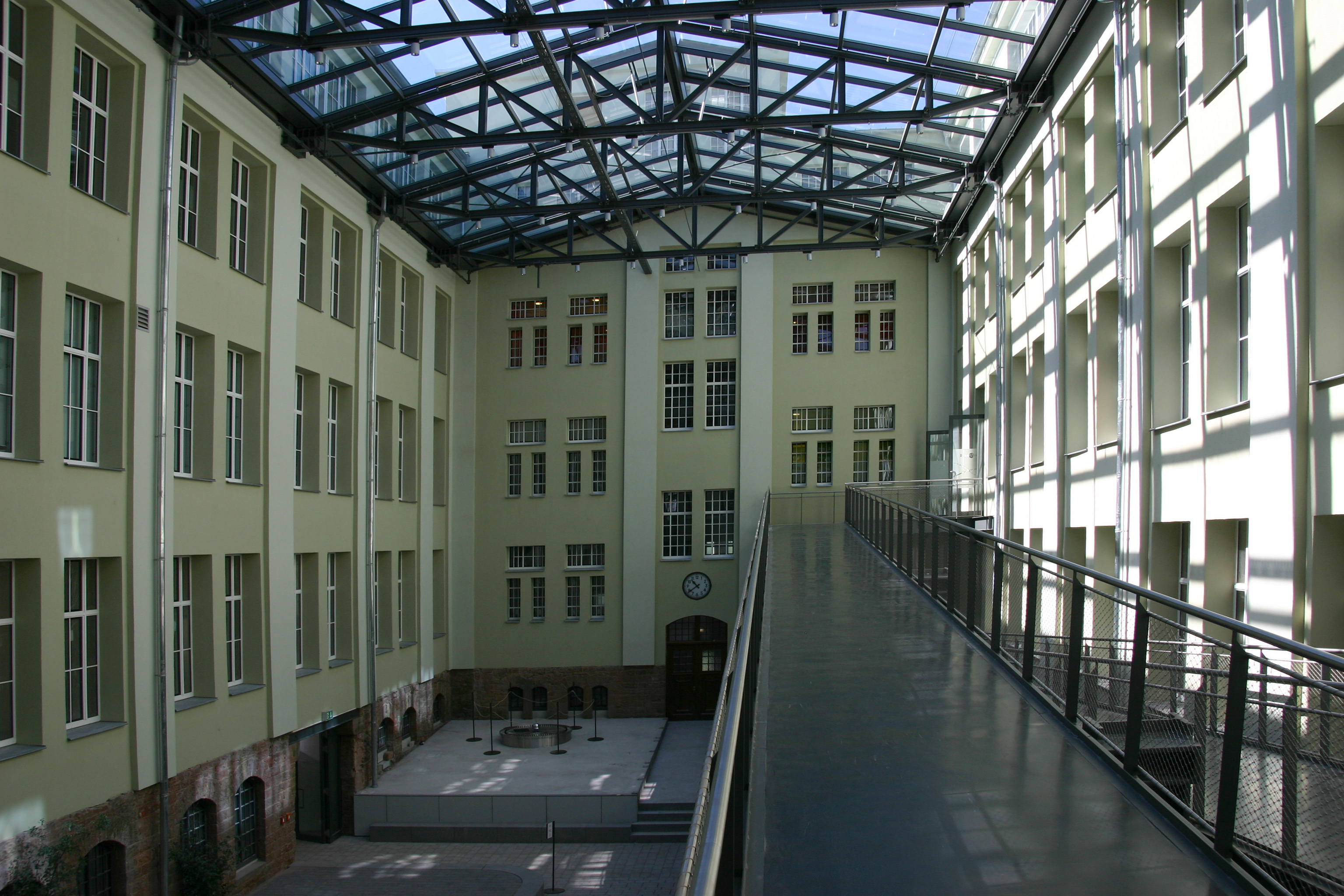
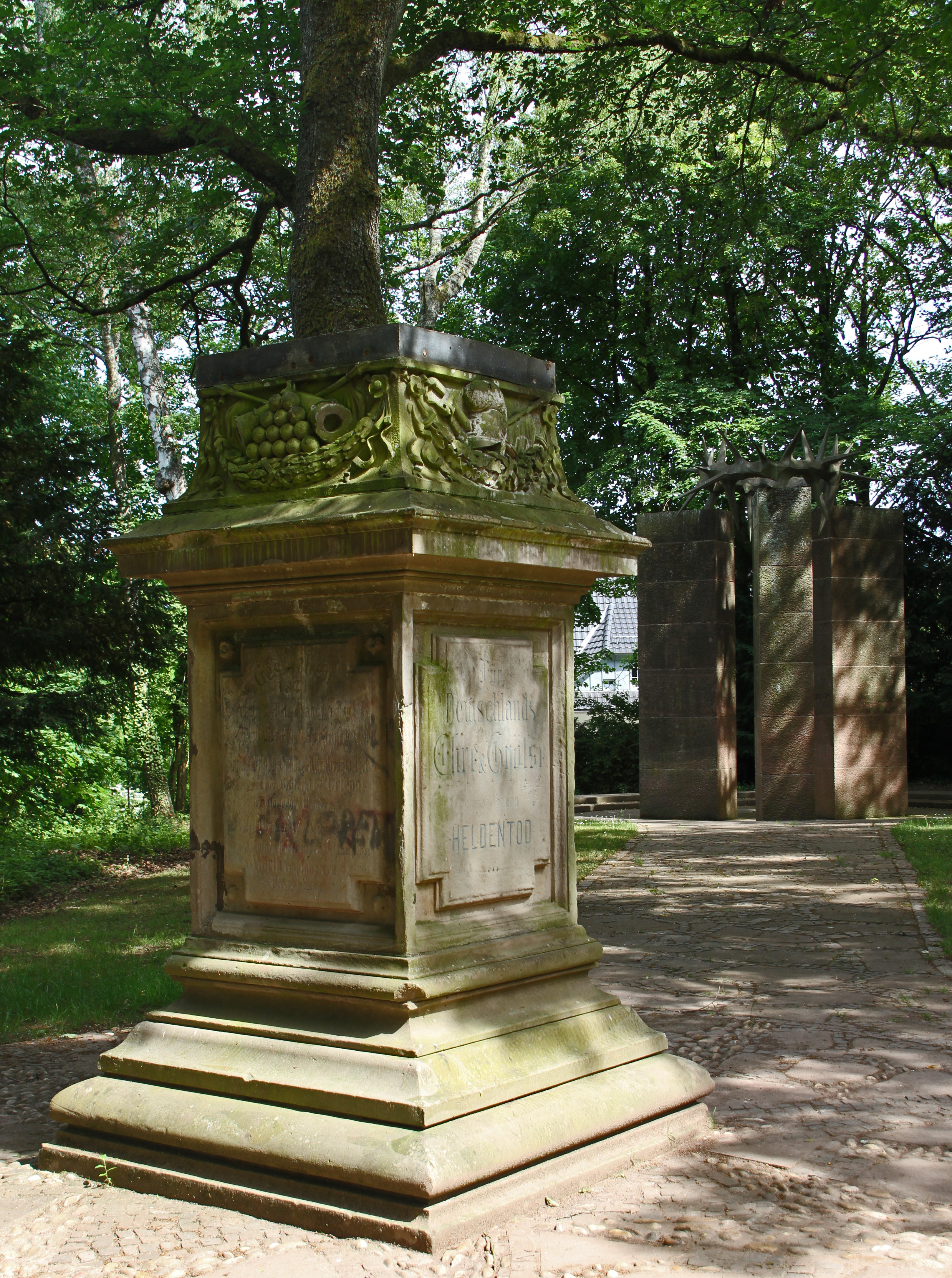
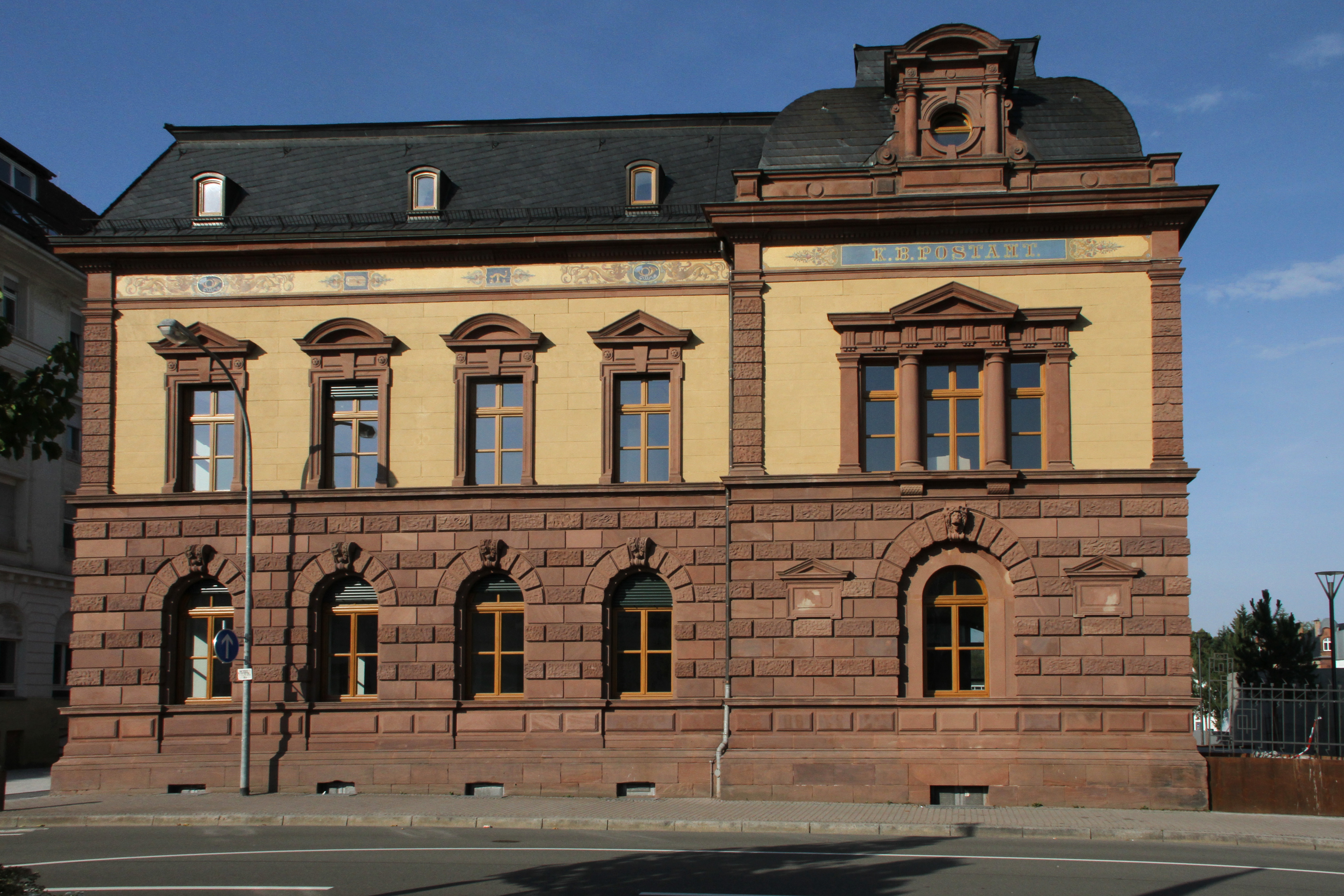
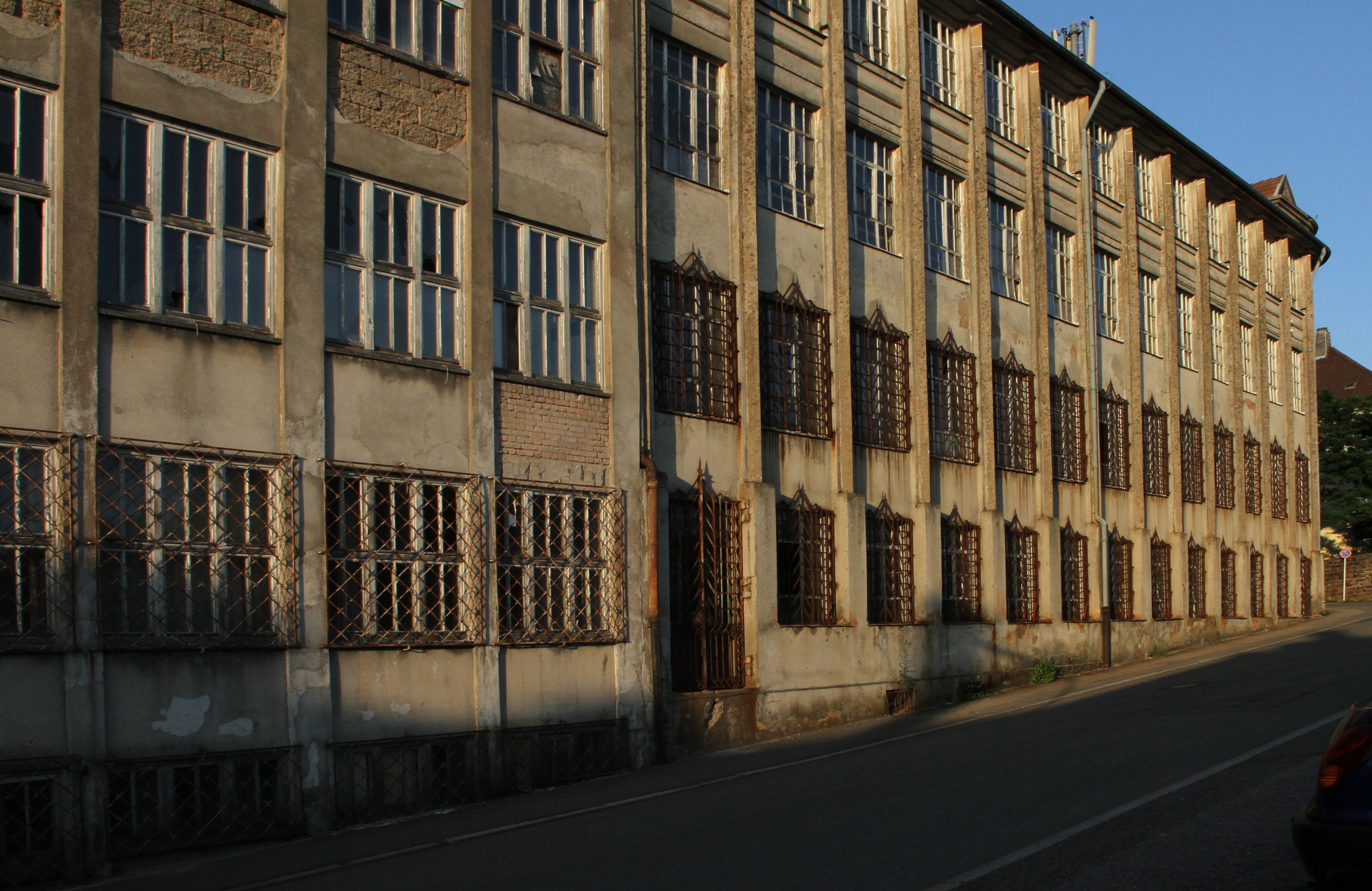
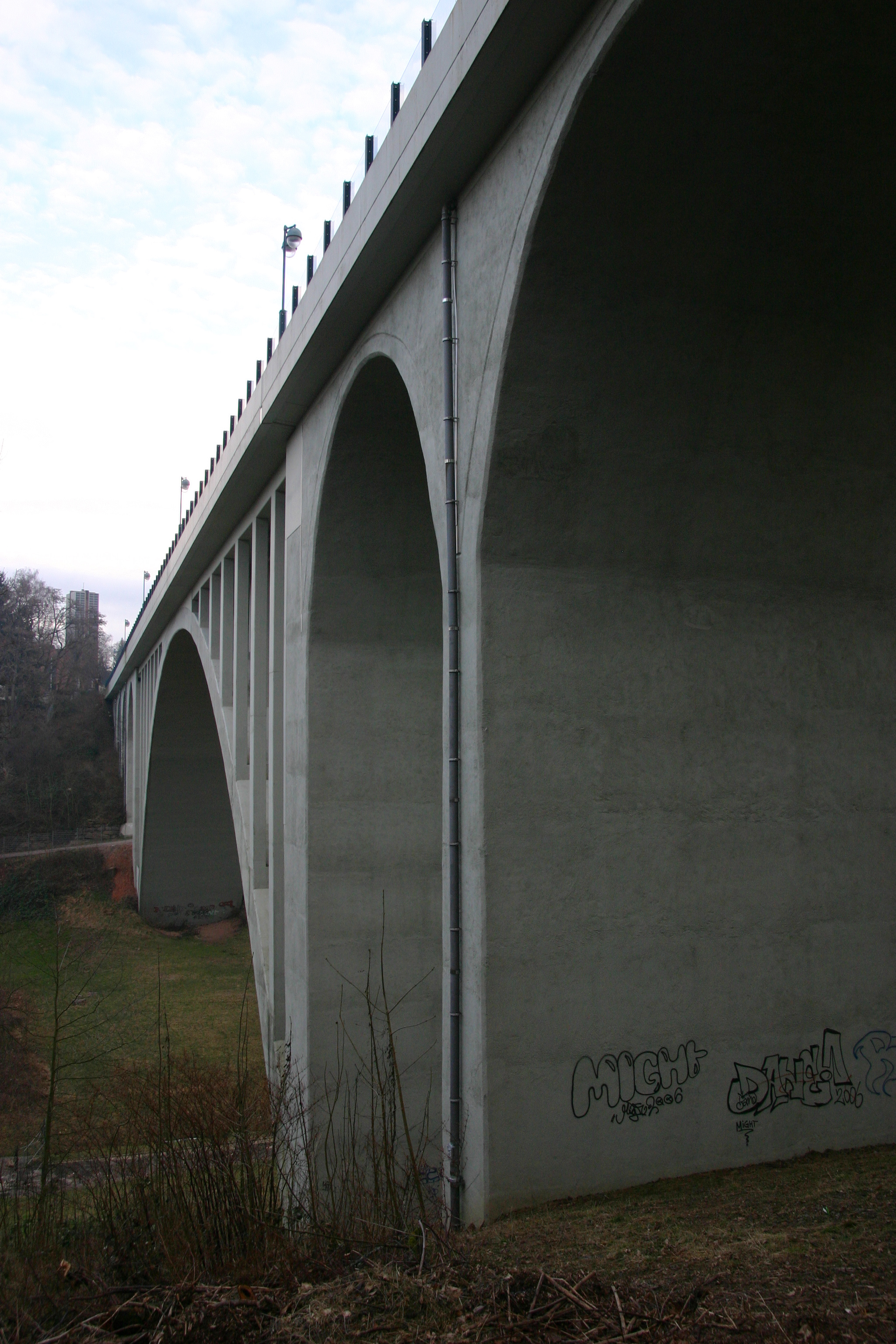